# Symplocos glandulifera
Symplocos glandulifera är en tvåhjärtbladig växtart som beskrevs av August Brand. Symplocos glandulifera ingår i släktet Symplocos och familjen Symplocaceae. Inga underarter finns listade i Catalogue of Life.